# Ich denke oft an Piroschka (film)
Ich denke oft an Piroschka is een West-Duitse romantische komedie van Kurt Hoffmann uit 1955. De film is gebaseerd op de gelijknamige roman uit 1954 van Hugo Hartung.

## Verhaal
Andreas, een schrijver op leeftijd, herinnert zich op een treinrit een van zijn jeugdliefdes. Toen hij in 1925 over de Donau naar Boedapest ging, werd hij verliefd op Greta. Na een volle nacht samen gespendeerd te hebben scheidden hun wegen de volgende dag. Andreas zette zijn reis verder naar Hódmezővásárhely, Greta daarentegen naar Siófok.
In Hódmezővásárhely ontmoette Andreas reeds een nieuw meisje, Piroschka. Hij twijfelde echter aan zijn liefde voor haar toen hij een prentbriefkaart van Greta ontving. Om zeker te weten aan wie hij zijn hart moest toevertrouwen bracht hij een bezoek aan Greta. Via haar moeder kwam Piroschka de plannen van Andreas te weten en reisde hem achterna. Wanneer ze hem en Greta samen zag besloot Piroschka dat ze Andreas nooit meer terug wilde zien. Als Andreas haar uiteindelijk toch terug weet te overtuigen van zijn liefde voor haar is het reeds te laat. De volgende dag vertrok hij al terug naar huis. Sindsdien heeft hij Piroschka nooit meer teruggezien.

## Rolverdeling
| Acteur           | Personage      |
| ---------------- | -------------- |
| Liselotte Pulver | Piroschka Rácz |
| Gunnar Möller    | Andreas        |
| Wera Frydtberg   | Greta          |
| Gustav Knuth     | István Rácz    |
| Rudolf Vogel     | Sándor         |